# Olympische Sommerspiele 1968/Teilnehmer (Frankreich)
| Gelbes Symbol für Goldmedaillen mit stilisierten Olympischen Ringen | Graues Symbol für Silbermedaillen mit stilisierten Olympischen Ringen | Braundes Symbol für Bronzemedaillen mit stilisierten Olympischen Ringen |
| ------------------------------------------------------------------- | --------------------------------------------------------------------- | ----------------------------------------------------------------------- |
| 7                                                                   | 3                                                                     | 5                                                                       |

Frankreich nahm an den Olympischen Sommerspielen 1968 in Mexiko-Stadt mit einer Delegation von 200 Athleten (169 Männer und 31 Frauen) an 107 Wettkämpfen in 16 Sportarten teil. Erfolgreichster Athlet war der Radsportler Pierre Trentin, er gewann drei Medaillen, darunter zweimal Gold. Sein Tandem-Partner Daniel Morelon gewann ebenfalls zwei Goldmedaillen. Mit insgesamt 15 Medaillenerfolgen belegte die Nation den sechsten Platz im Medaillenspiegel. Fahnenträgerin bei der Eröffnungsfeier war die Schwimmerin Kiki Caron.

## Teilnehmer nach Sportarten

### Boxen
Männer
- Jean-Paul Anton
- Dominique Azzaro
- Aldo Cosentino
- Bernard Malherbe
- Yvon Mariolle
- Albert Menduni

### Fechten
| Männer - Jean-Pierre Allemand - Claude Arabo - Gilles Berolatti Gold Florett Mannschaft - Yves Boissier - Claude Bourquard - Jacques Dimont Gold Florett Mannschaft - François Jeanne - Jacques Ladègaillerie - Jean-Claude Magnan Gold Florett Mannschaft - Christian Noël Gold Florett Mannschaft - Serge Panizza - Marcel Parent - Jean-Ernest Ramez - Daniel Revenu Bronze Florett Einzel Gold Florett Mannschaft - Bernard Vallée | Frauen - Marie-Chantal Depetris-Demaille - Brigitte Gapais-Dumont - Claudette Herbster-Josland - Annick Level - Catherine Rousselet-Ceretti |

### Fußball
Männer
- Viertelfinale
  - Tor

1 Guy Delhumeau
19 Henri Ribul
  - Abwehr

2 Dario Grava
3 Bernard Goueffic
4 Jean Lempereur
6 Michel Verhoeve
7 Gilbert Planté
11 Jean-Louis Hodoul
  - Mittelfeld

5 Freddy Zix
8 Michel Delafosse
9 Jean-Michel Larqué
10 Alain Laurier
12 Daniel Perrigaud
14 Daniel Horlaville
18 Gérard Hallet
  - Sturm

13 Yves Triantafilos
15 Marc-Kanyan Case
16 Charles Tamboueon
17 Michel Parmentier

### Gewichtheben
Männer
- Jean-Paul Fouletier
- Pierre Gourrier
- Roger Levecq
- Rolf Maier
- Alfred Steiner

### Hockey
Männer
- 10. Platz
- Bernard Arlin
- Patrick Burtschell
- Jean-Paul Capelle
- Marc Chapon
- Georges Corbel
- Richard Dodrieux
- Georges Grain
- Stéphane Joinau
- Jean-Claude Merkes
- Alain Pascarel
- Jean-Paul Petit
- Charles Pous
- Jean-Paul Sauthier
- Albert Vanpoulle
- Gilles Verrier
- Philippe Vignon
- Claude Windal
- Michel Windal

### Kanu
Männer
- Jean Boudehen
- Bernard Bouffinier
- Jean-Pierre Cordebois
- Albert Mayer
- Jean-François Millot
- Claude Picard

### Leichtathletik
| Männer - Charlemagne Anyamah - Roger Bambuck Bronze 4 × 100 m - Arnjolt Beer - Gilles Bertould - Jean-Pierre Boccardo - Jacky Boxberger - Jacques Carette - Jean Cochard - Pierre Colnard - René Combes - Hervé d’Encausse - Jocelyn Delecour Bronze 4 × 100 m - Henri Delerue - Jean-Pierre Dufresne - Marcel Duriez - Henry Elliott - Gérard Fenouil Bronze 4 × 100 m - Jean-Claude Nallet - Claude Nicolas - Christian Nicolau - Jack Pani - Claude Piquemal Bronze 4 × 100 m - Robert Poirier - Robert Sainte-Rose - Pierre Schoebel - Gilles Sibon - Guy Texereau - Gérard Ugolini - Jean-Paul Villain - Jean Wadoux | Frauen - Michèle Alayrangues - Monique Bantégny - Ghislaine Barnay - Colette Besson Gold 400 m - Nicole Denise - Maryvonne Dupureur - Gabrielle Meyer - Nicole Montandon - Monique Noirot - Sylviane Telliez |

### Moderner Fünfkampf
Männer
- Bronze  Mannschaft
- Jean-Pierre Giudicelli
- Raoul Gueguen
- Lucien Guiguet

### Radsport
Männer
- Stéphan Abrahamian
- Jean-Pierre Boulard
- Robert Bouloux
- Jean-Pierre Danguillaume
- Bernard Darmet
- Daniel Ducreux
- Claude Lechatellier
- Daniel Morelon
Gold  Sprint
Gold  Tandemsprint 2000 m
- Jack Mourioux
- Jean-Pierre Parenteau
- Daniel Rebillard
Gold  Einerverfolgung 4000 m
- Pierre Trentin
Bronze  Sprint
Gold  1000 m Zeitfahren
Gold  Tandemsprint 2000 m
- Alain Van Lancker
- Alain Vasseur

### Reiten
- Jean-Jacques Guyon
Gold  Vielseitigkeitsreiten Einzel
- Janou Lefèbvre
Silber  Springen Mannschaft
- André le Goupil
- Pierre Jonquères d’Oriola
Silber  Springen Mannschaft
- Jean-Louis Martin
- Marcel Rozier
Silber  Springen Mannschaft
- Jean Sarrazin

### Ringen
Männer
- André Gaudinot
- Guy Marchand
- Daniel Robin
Silber  Weltergewicht griechisch-römisch
Silber  Weltergewicht Freistil
- Raymond Uytterhaeghe

### Rudern
Männer
- Michel Beissière
- Roger Chatelain
- Jean-Pierre Drivet
- Yannick Fave
- Yves Fraisse
- Jean Freslon
- Jean-Pierre Grimaud
- Roger Jouy
- Jean le Goff
- Richard Lippi
- Yvon Petit
- Jean-Marc Porte
- Patrick Sellier
- André Sloth
- Joseph Szostak
- Gilbert Vallanchon
- Patrick van den Brouck

### Schießen
- Pierre Candelo
- Michel Carrega
- Jean-Paul Faber
- Jean-Luc Loret
- Paul Musso
- André Noël
- Alain Plante
- Louis Vignaud

### Schwimmen
| Männer - Bernard Gruener - Gérard Letast - Francis Luyce - Gilles Moreau - Alain Mosconi Bronze 400 m Freistil - Jean-François Ravelinghien - Michel Rousseau | Frauen - Sylvie Canet - Kiki Caron - Danièle Dorléans - Bénédicte Duprez - Catherine Grosjean - Simone Hanner - Marie-José Kersaudy - Claude Mandonnaud - Dominique Mollier |

### Segeln
- Michel Alexandre
- Pierre Blanchard
- Pierre Brétéché
- Michel Briand
- Gilles Buck
- Bertrand Cheret
- Philippe Soria
- Roger Tiriau
- Bruno Trouble

### Turnen
| Männer - Michel Bouchonnet - Christian Deuza - Christian Guiffroy | Frauen - Nicole Bourdiau - Jacqueline Brisepierre - Mireille Cayre - Dominique Lauvard - Evelyne Letourneur - Françoise Nourry |